# The Wake (novela)
The Wake es una novela de 2014 del escritor británico Paul Kingsnorth. Escrita en un "lenguaje imaginario", una especie de idioma entre el anglosajón y el Inglés moderno, habla de "Buccmaster of Holanda", un anglosajón libre forzado a acatar el nuevo orden tras la invasión de Normandía de 1066, durante la cual su esposa e hijos son asesinados. Él inicia entonces una guerrilla contra los invasores normandos en Los Fens.
El libro, cuya publicación fue financiada mediante micromecenazgo, fue nominado al Man Booker Prize de 2014, y ganó el Gordon Burn Prize. Los derechos de publicacioń de este texto pertenecen al actor y director Mark Rylance.